# グローバル公民権
グローバル公民権（グローバルこうみんけん）または地球市民権（ちきゅうしみんけん）とは、すべての人間は、特定の国民や或る場所の市民としてよりもむしろ、世界全体の哲学と感性をもった、世界の一員であることをもって由来するところの権利と市民的責任を有するとの思想である。
その思想は、人のアイデンティティーが地理的または政治的環境を超えることであり、そして責任や権利は広いクラスでの一員としての資格：「人間性」から由来することである。これはそのような人物が、よりローカルなアイデンティティーの、彼らの国民性やその他を公然と非難したり放棄することを意味しない。
しかし、グローバルな共同体での彼らの一員としての資格にたいしてそのようなアイデンティティーは「副次的に」与えられる。さらにいえば、その思想はグローバリゼーションの時代でのグローバル社会の国家についての問題へ導く。一般的な用例では、その用語は地球市民やコスモポリタンと多分に同じの意味を有する。しかしそれは異なった文脈で付け加えて、特別の意味もまた有する。World Service Authorityのような、多様な組織団体が、グローバル公民権を擁護支援している。